# Club Atlètic Vic
El Club Atlètic Vic és un club osonenc d'atletisme fundat l'any 1929, que treballa per la promoció i la pràctica de l'atletisme i de l'activitat atlètica en general. Amb els anys, s'ha convertit en un referent comarcal del món de l'atletisme i un important competidor en l'àmbit català i espanyol. Està situat a la ciutat de Vic. Està registrat al Consell Català de l′Esport de la Generalitat, adherit a la Federació Catalana d′Atletisme i la Reial Federació Espanyola d'Atletisme. També forma part de la Comissió de Clubs de la Federació Catalana. L'actual president és en Sebastià Romero i Alsina, que va ser escollit el 4 de maig del 2012.
El Club Atlètic Vic té una revista trimestral dedicada a l'atletisme dels seus atletes que s'anomena Butlletí atlètic.

## Història[1]
El Club Atlètic Vic va ser fundat l'any 1929 per Josep Maria Pallàs, Josep ma. Vilà Canyellas, Andreu Fitó i Miquel Comella, entre d'altres. Van començar a córrer al camp de l'Estanislaus de Vic, on es van construir unes pistes de quatre carrerons i 250 metres de volta.
El 1955 es van inaugurar les pistes d'atletisme de l'Estadi Torras i Bages, que eren de cendra i tenien 300 metres de corda. A diferència de les antigues, hi havia uns vestidors i el material necessari per a la pràctica de les diferents especialitats atlètiques. Tot i la manca d'instal·lacions fins aquell moment, això no va representar cap obstacle perquè alguns atletes sobresortissin esportivament en l'àmbit estatal.
Des de la seva fundació fins al 1967 el club va conformar la secció atlètica d'una sèrie d'entitats, i l'última secció va ser la Unió Esportiva de Vic. Fins aquest mateix any, no va anomenar-se definitivament Club Atlètic Vic.
A partir de l'any 1974, es va iniciar l'Escola d'Atletisme, que pretenia promocionar l'atletisme a les escoles i donar a conèixer encara més aquest esport. Encara avui es troba en ple funcionament i, d'aquesta manera, s'aconsegueix introduir l'atletisme en el món dels més petits.
L'any 1986 es van inaugurar les actuals Pistes Municipals Josep M. Pallàs, on avui es troba la seu del club. Amb 8 carrers, 400 metres de corda i material sintètic. Posteriorment s'hi addicionà una graderia per a més de 1.000 persones amb una recta coberta de 80 metres.
L'any 2010 es va publicar el llibre "Vic, 100 anys d'atletisme - Club Atlètic Vic", que explica la història del club. Per celebrar els 80 anys de naixement de l'entitat es va realitzar un col·loqui a l'alberg de Vic, "80 anys d'atletisme al Club Atlètic Vic", amb la intervenció de diferents personalitats importants de diverses èpoques del club.

## Instal·lacions
Les pistes d'atletisme estan situades a la zona esportiva de Vic al costat del pavelló de l'Ausoneta i el camp de futbol Municipal, i s'anomenen Josep Maria Pallàs.

## Equipament
En la competició, per als homes hi ha una samarreta sense mànigues ratllada amb l'estampat del Club (línies horitzontals blanques i vermelles) i amb l'escut blanc i negre a la zona del pit, i uns pantalons curts vermells. I per a les dones un top amb l'estampat de l'equip i unes calces d'esport.
També hi ha unes malles vermelles i blanques per a l'entrenament, com també un xandall (pantalons i jersei) amb els colors de l'equip, una samarreta grisa amb l'escut blanc, una maleta vermella i blanca amb l'escut gran al mig, etc.

## Organització[2]
Des del passat 4 de maig de 2012 l'organització del club és la següent:
- Presidència: Sebastià Romero i Alsina
- Vice-presidència : Manel Cumeras i Costa
- Tresorer: Xavier Sagrera i Rius
- Secretaria: Ferran Fontarnau i Bigas
- Vocal: Jordi Riba i Casellas

## Entrenadors[2]
- Joan Cortés: Llançaments.
- Jordi Campmany: Velocitat, tanques i fons.
- Manel Cumeras: Proves combinades i concursos (llançaments i salts). Director tècnic.
- Moisès Coll: Promoció.
- Paco Tugores: Fons i mig fons.

## Atletes destacats
- Pere Casacuberta: Campió del Món Júnior de camp a través (1984).
- Roger Puigbó: Paralímpic participant en olimpíades (2008), Diamond Leagues, campionats del món, d'Europa, d'Espanya i de Catalunya.
- Sílvia Riba: Velocista i saltadora destacada.Campiona d'Espanya des de cadet a júnior. Sub-campiona d'Espanya absoluta
- Guillem Roca: Campió d'Espanya cadet i juvenil de salt de llargada
- Laia Andreu Trias: Campiona d'Espanya juvenil de 5.000 m. ll.
- Ferran Fontarnau: Campió de Catalunya absolut de Proves Combinades (2008)
- Jordi Alsina: Campió de Catalunya absolut de Proves Combinades
- Lurdes Miquel:Campiona d'Espanya absoluta en 1.500 m. ll.
- Àgata Nogué: Campiona d'Espanya en diferents categories en fons i cros
- Montse Fontarnau: Campiona d'Espanya en diferents categories i 3a.absoluta en 800 m. ll.
- Fina Compte: 3a a l'Europeu Júnior en 5.000 metres marxa
- Maria Rocafiguera: Campiona d'Espanya cadet i rècord d'Espanya en 100 m. t.
- Alí El Mokhtari: Campió d'Espanya juvenil en 3.000 m. ll.

## Competicions Organitzades[3]
- Cada any se celebra el Cros de Vic, Trofeu Pere Casacuberta, que a més forma part de la "Lliga Comarcal de Cros Escolar".
- Cada estiu organitza un Campionat de Catalunya de promoció o de categories superiors, que es fa servir per al Memorial Josep M. Vilà.
- Seu de la "Lliga Catalana" i de "Lliga Catalana de Promoció".
- Al setembre s'organitza una cursa de muntanya pels voltants de les pistes.
- A finals d'octubre se celebra a les Pistes Municipals d'Atletisme de Vic el trofeu Ricardo Àlvarez, que premia el millor atleta de combinades del Club després d'haver realitzat un salt, un llançament i una cursa.
- A principis d'octubre es disputa una matinal d'atletisme per la promoció, organitzada conjuntament amb Osona Contra el Càncer, per promoure l'ajut a les persones amb càncer.
- Al desembre i des de l'any 2009, s'organitza l'Eco Mitja Marató de Vic.

## Sopar dels Atletes
El sopar dels atletes és una festa anual del Club que acostuma a acollir uns 200 socis i amics. Normalment se celebra a l'Hotel Ciutat de Vic amb un ambient selecte, al desembre o novembre. En aquest acte s'entreguen premis molt importants a atletes del club per la seva constància, esforç i bons resultats obtinguts en la temporada passada. El premi més reconegut és el premi Pallàs. Per mantenir viu el record i la semblança del primer president del club, s'establí l'any 1954, dins de l'equip d'atletisme vigatà, el premi Josep M. Pallàs, considerat de sempre en el si del Club com un dels principals guardons que atorga el Club a un dels seus més destacats membres.

## Palmarès[5][6][7]
Aire lliure
|                                               | Campió |
| --------------------------------------------- | ------ |
| Absolut, categoria masculina (1944-2012)      | -      |
| Absolut, categoria femenina (1965-2012)       | 1990   |
| Absolut, categoria conjunta (2013-2022)       | -      |
| Sub20/Junior, categoria masculina (1992-2022) | -      |
| Sub20/Junior, categoria femenina (1992-2022)  | -      |
| Sub16/Cadet, categoria masculina (1986-2022)  | -      |
| Sub16/Cadet, categoria femenina (1986-2022)   | 2002   |